# Ракитное (Северо-Казахстанская область)
Раки́тное (каз. Ракитное) — село в Тимирязевском районе Северо-Казахстанской области Казахстана. Входит в состав Куртайского сельского округа (до 2009 года — Степного сельского округа). Код КАТО — 596255300.

## География
Находится примерно в 16 км к северо-востоку от села Тимирязево, административного центра района, на высоте 168 метров над уровнем моря. 

## История
Указом ПВС Казахской ССР от 16.08.1971 года населенный пункт Куртай переименован в село Ракитное.

## Население
В 1999 году численность населения села составляла 220 человек (119 мужчин и 101 женщина). По данным переписи 2009 года в селе проживал 91 человек (46 мужчин и 45 женщин).